# 清水断崖

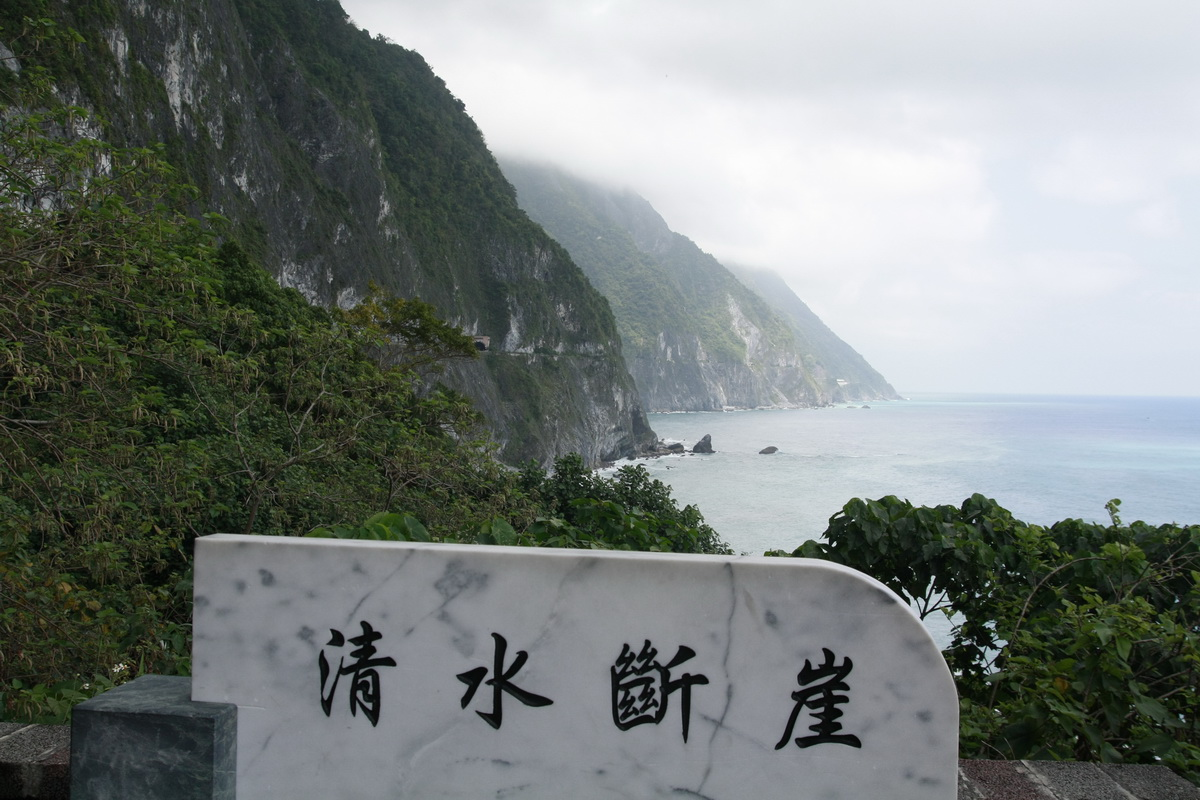
清水断崖、2012年

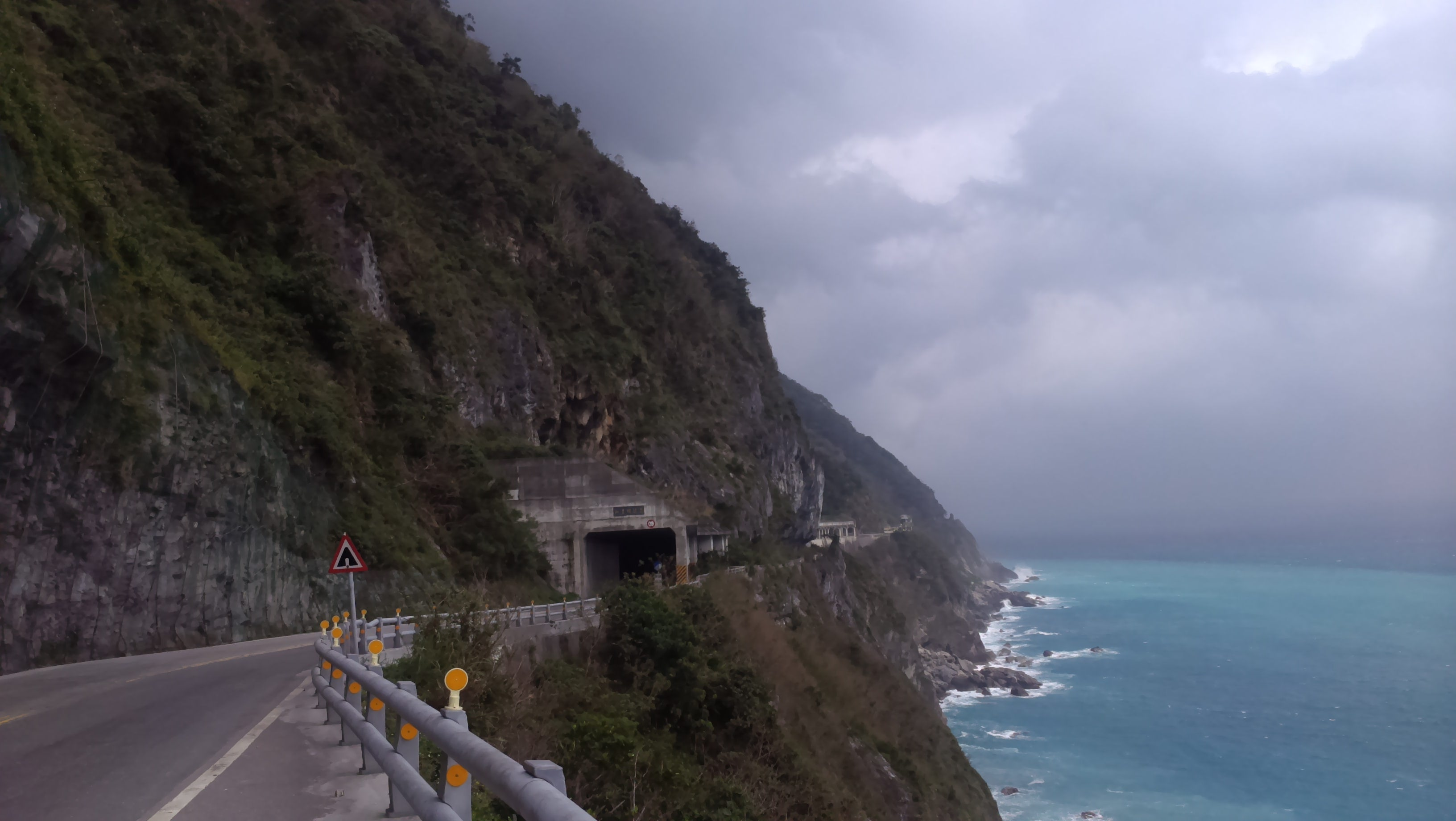
清水断崖と蘇花公路、2016年

清水断崖（せいすいだんがい、中国語: 清水斷崖、チンシュイトゥエンヤー）は、台湾・花蓮県秀林郷の太平洋に臨む崖で、台湾八景の一つ。高さ1000メートルの断崖が22.7キロメートルにわたる。